# Сельское поселение «Село Подбужье»
Сельское поселение «Село Подбужье» — муниципальное образование в составе Хвастовичского района Калужской области России.
Центр — село Подбужье.

## Население
| 2010 | 2012 | 2013 | 2014 | 2015 | 2016 | 2017 |
| ---- | ---- | ---- | ---- | ---- | ---- | ---- |
| 458  | ↘438 | ↗445 | ↗447 | ↗448 | ↘441 | ↗444 |
| 2018 | 2019 | 2020 | 2021 |      |      |      |
| ↘439 | ↗452 | ↘445 | ↘388 |      |      |      |

## Состав
В поселение входят 3 населённых места:
- село Подбужье
- село Ильинка
- село Холм